# Zernali (Zangilan)
Zernali est un village de la région de Zangilan en Azerbaïdjan.

## Histoire
En 1993-2020, Zernali était sous le contrôle des forces armées arméniennes. Le 28 octobre 2020, le village de Zernali a été restitué sous le contrôle de l'Azerbaïdjan.